# Tribolonotus brongersmai
Tribolonotus brongersmai là một loài thằn lằn trong họ Scincidae. Loài này được Cogger mô tả khoa học đầu tiên năm 1973.